# Hallu
Hallu ist eine nordfranzösische Gemeinde mit 140 Einwohnern (Stand 1. Januar 2022) im Département Somme in der Region Hauts-de-France. Die Gemeinde liegt im Arrondissement Péronne, gehört zum Kanton Moreuil und ist Teil der Communauté de communes Terre de Picardie.

## Geographie
Die Gemeinde in der Landschaft Santerre liegt rund 3,5 km südlich von und unmittelbar angrenzend an Chaulnes sowie 7,5 km ostsüdöstlich von Rosières-en-Santerre an der Kreuzung der Départementsstraßen D39 und D131. Sie erstreckt sich im Norden bis zur Bahnstrecke Amiens-Laon. Durch sie führt die stillgelegte Bahnstrecke Chaulnes-Roye. Das Gemeindegebiet berührt im Osten die Hochgeschwindigkeitsbahnstrecke des LGV Nord und die Autoroute A1.

## Geschichte
Hallu erhielt als Auszeichnung das Croix de guerre 1914–1918.

## Einwohner
| 1962 | 1968 | 1975 | 1982 | 1990 | 1999 | 2006 | 2010 |
| ---- | ---- | ---- | ---- | ---- | ---- | ---- | ---- |
| 141  | 137  | 108  | 110  | 121  | 154  | 170  | 173  |

## Verwaltung
Bürgermeister (maire) ist seit 2001 Patrice Vallée.

## Sehenswürdigkeiten
- Kirche Saint-Pierre
- Kriegerdenkmal